# Orion (Q165)
Pour les articles homonymes, voir Orion.
L'Orion (Q165) était un sous-marin français de la Marine nationale, navire de tête de la Classe Orion. Il a servi pendant l'entre-deux-guerres et le début de la Seconde Guerre mondiale.